# Aldo Tarlao
Aldo Tarlao, né le 26 mars 1926 à Grado et mort le 12 mars 2018 à Trieste, est un rameur d'aviron italien.

## Palmarès

### Jeux olympiques
- Londres 1948
  -  Médaille d'argent en deux barré
- Helsinki 1952
  - 4e place en deux barré[3].